# Tarif
Tarif ist die Listung von Preisen oder Gebühren für Lieferungen oder Dienstleistungen als Gegenleistung in einem meist standardisierten Vertrag.

## Etymologie
Das Wort Tarif kommt aus dem arabischen taʿrīfa / تَعْرِيفَة / ‚Bekanntmachung, Preisliste‘, abgeleitet von dem Verb ʿarrafa / عَرَّفَ / ‚bekanntmachen‘ „wissen lassen“, „wissen“. Im Katalanischen erschien erstmals 1315 „tariffa“ als „Geldanteil, den der König jährlich erhält“, 1338 auch in Italien. Seit 1514 gab es die Form „driffas“ oder „triffas“, ab 1517 „tarifa“. Die Ableitung aus der spanischen Stadt Tarifa, die einen Zolltarif erhob, wird gelegentlich vertreten, ist aber eher unwahrscheinlich, denn als ihr Namensgeber gilt der Berber-Heerführer Tarif ibn Malik. In Frankreich tauchte das Wort als französisch tarif erstmals 1641 auf. Seit dem späten 17. Jahrhundert stand das Wort „Tarif“ für jede Art von Preisliste im kaufmännischen Bereich oder auch für Zölle und wurde später als Fachausdruck weiterentwickelt zum Tarifvertrag, den die Tarifvertragsparteien im Rahmen ihrer Tarifautonomie abschließen.

## Allgemeines
Meist wird das Wort als Kompositum im Zusammenhang mit der Dienstleistung verwendet wie beim Handytarif, Nulltarif, Ortstarif, Stromtarif, dem Tarifsystem im ÖPNV oder Versicherungstarif. In diesem Zusammenhang stellen Tarife oft ein gestaffeltes Preissystem dar (Tarifsystem), das nach Absatzmenge (etwa Datenmenge), Benutzungshäufigkeit (Vielfliegerprogramm), Entfernung (Ferntarif), Region (Verbundtarif), Tageszeit (Mondscheintarif) oder Verbrauch (Kilowattstunden) unterschiedliche Preise vorsieht. Jeder einzelne Tarifpreis ist für sich ein nicht verhandelbarer Festpreis, der oft für längere Zeit gilt. Dies ist der Normaltarif, der signalisiert, dass Preisdifferenzierungen zu hiervon abweichenden Tarifen (Sondertarifen) führen können.
Außerdem gibt es Pauschalpreise als einteilige Tarife und zweiteilige Tarife, welche die Preiskomponenten Grundgebühr und nutzungsabhängiges Entgelt miteinander kombinieren. Aus preisoptischen Überlegungen können sich beide Preiskomponenten gegenseitig subventionieren. Der Blocktarif verzichtet dagegen auf eine Grundgebühr und legt lediglich Mengenintervalle („Blöcke“) mit dazugehörigen Preisstaffelungen fest. Der Preis pro Einheit sinkt hierbei üblicherweise mit zunehmender Absatzmenge – eine Art des Mengenrabatts.

## Arten
Als Tarif werden meist Gebühren oder Preise bezeichnet, deren zugrunde liegende Dienstleistungen wiederholt in Anspruch genommen werden wie dies bei Dauerschuldverhältnissen der Fall ist. Dann sind häufig neben einer Grundgebühr zusätzlich noch verbrauchs- oder nutzungsabhängige Gebühren zu entrichten. Insbesondere gibt es Bahntarife, Bausparkassentarife, Beförderungstarife, Frachttarife, Mobilfunktarife, Posttarife, Steuertarife, Taxitarife oder Versicherungstarife (Basistarife der privaten Krankenversicherung). Beförderungstarife bei Bahnen, Bussen, Fähr- und Schiffslinien bestehen aus den Beförderungsbedingungen und den dazugehörenden Tarifbestimmungen.
Sie alle sind geprägt durch teilweise den Kunden verwirrende Preisdifferenzierungen im Rahmen der Preispolitik der Anbieter. Je komplexer ein Preissystem aufgebaut ist, desto geringer dürfte dessen wahrgenommene Markttransparenz sein.

## Rechtsfragen
Das Wort Tarif ist ein unbestimmter Rechtsbegriff. Einseitig festgelegte Vertragsbedingungen wie Tarife unterliegen dem AGB-Recht der §§ 305 ff. BGB, Ausnahmen sind die arbeitsrechtlichen Tarifverträge und Betriebs- und Dienstvereinbarungen. 
Eine weitere Ausnahme bilden nach § 310 Abs. 2 BGB die Klauselverbote der §§ 308 BGB und § 309 BGB, die keine Anwendung auf Verträge der Elektrizitäts-, Gas-, Fernwärme- und Wasserversorgungsunternehmen über die Versorgung von Sonderabnehmern mit elektrischer Energie, Gas, Fernwärme und Wasser aus dem Versorgungsnetz finden, soweit die Versorgungsbedingungen nicht zum Nachteil der Abnehmer von Verordnungen über Allgemeine Bedingungen für die Versorgung von Tarifkunden mit elektrischer Energie, Gas, Fernwärme und Wasser abweichen. 
Auf alle übrigen Tarifvereinbarungen wird das AGB-Recht angewandt, mit der Folge, dass sie der richterlichen Inhaltskontrolle unterliegen. Einseitige Tariferhöhungen gegenüber Privathaushalten unterliegen der gerichtlichen Billigkeitskontrolle des § 315 Abs. 3 BGB. Die Billigkeitskontrolle ermöglicht dem einer einseitigen Preisgestaltung unterworfenen Verbraucher, die getroffene Preisbestimmung überprüfen und gegebenenfalls durch Gestaltungsurteil neu treffen zu lassen. Bei § 315 BGB geht es also um die Billigkeit eines privatautonom gestalteten bilateralen Leistungsaustauschs. Der Bundesgerichtshof (BGH) geht in ständiger Rechtsprechung davon aus, dass Tarife von Unternehmen, die mittels eines privatrechtlich ausgestalteten Benutzungsverhältnisses Leistungen der Daseinsvorsorge anbieten, auf deren Inanspruchnahme der andere Vertragspartner im Bedarfsfall angewiesen ist, nach billigem Ermessen festgesetzt werden müssen und einer Billigkeitskontrolle entsprechend § 315 Abs. 3 BGB unterworfen sind, wenn eine Monopolstellung vorliegt oder der Kunde einem Anschluss- und Benutzungszwang unterliegt.
In der privaten Krankenversicherung muss gemäß § 152 VAG ein branchenweit einheitlicher Basistarif angeboten werden, dessen Vertragsleistungen in Art, Umfang und Höhe jeweils den Leistungen nach den §§ 11 ff. SGB V (gesetzliche Krankenversicherung), auf die ein Anspruch besteht, vergleichbar sind.
Auf Angebote von Waren, deren Preise üblicherweise auf Grund von Tarifen oder Gebührenregelungen bemessen werden, ist gemäß § 10 Abs. 5 PAngV der § 12 Abs. 1 und 2 PAngV entsprechend anzuwenden, also insbesondere ein Preisverzeichnis im Geschäftsraum anzubringen.

## Tarifpflicht
Tarifpflicht (oder Tarifzwang) bedeutet, dass öffentliche Verkehrsunternehmen, die Personenbeförderung betreiben, verpflichtet sind, behördlich genehmigte Tarife jederzeit allen Beförderungsverträgen zugrunde zu legen. Behördlich genehmigte Tarife müssen gleichmäßig und einheitlich angewendet werden. Die Tarifpflicht ergibt sich im Eisenbahnverkehr aus § 12 AEG, im übrigen ÖPNV aus § 39 Abs. 3 PBefG und für Taxis aus § 51 PBefG.
Diese Tarifpflicht ist eine der vier Hauptpflichten in der Personenbeförderung, wozu noch die Betriebspflicht (§ 21 Abs. 1 PBefG), die Beförderungspflicht (§ 22 PBefG) und die Fahrplanpflicht (§ 40 PBefG) gehören. Im Linienverkehr müssen Fahrpläne mit Ausgangs- und Endpunkt die Haltestellen und Fahrzeiten enthalten.